# 中原由貴 (格闘家)
中原 由貴（なかはら よしき、1992年10月13日 - ）は、日本の男性総合格闘家。広島県尾道市出身。マッハ道場所属。元GLADIATORフェザー級王者。元PANCRASEフェザー級1位（2019）。

## 経歴
小学生の頃には野球やバスケットボールを経験し、中学生になる前に、柔道を始めた。
高校１年生の試合で前十字靭帯の完全断裂を経験するも、山本“KID”徳郁の活躍に憧れて総合格闘技を始めるために再起を果たし、高校3年生の夏に地元のパラエストラ広島に入門した。
高校卒業後上京して桜井"マッハ"速人主宰のマッハ道場に入門。マッハ道場の寮に滞在し、プロを目指して建設業のアルバイトをして日々の費用を賄いながら鍛錬を積み、アマチュアで4戦4勝。
2012年11月24日、プロデビュー戦でGrachan 7にて上迫博仁と対戦し、1Rにフロントチョークで一本勝ちを収めた。
2014年4月20日、GLADIATORフェザー級王座決定戦で阿仁鬼と対戦し、1RにTKO勝ちを収めて王座獲得に成功した。

### PANCRASE
2015年2月1日、パンクラス初参戦となったPANCRASE 264でユータ&ロックと対戦し、1-2の判定負けを喫した。
同年11月から18年12月まで7連勝を飾り、ランキング1位となった。

### ONE Championship
2019年2月16日、ONE Championship初出場となったClash of Legendsでエミリオ・ウルティアと対戦し、3Rに左ストレートでダウンを奪い、パウンドによるTKO勝ちを収めた。
2019年5月17日、Enter the Dragonでゲイリー・トノンと対戦し、1Rにヒールホールドによる一本負けを喫した。
2021年2月26日、Fists of Fury 2で12戦無敗のルスラン・エミベックと対戦し、1Rにカウンターの右フックでダウンを奪い、パウンド連打でTKO勝ちを収めた。
2021年4月7日、One on TNT 2でシネチャツガ・ゼルトセトセグと対戦し、2Rにサッカーボールキックによる反則攻撃を受けたことで反則勝ちを収めた。
2022年1月、ONEのフェザー級ランキングで5位となったが、ONEへの不満から契約を更新せずRIZINに移籍した。

### RIZIN
RIZINと契約。RIZINを選んだ主な理由として、「ONEでは試合に勝っても負けてもファンから反応が無く、ただただ生きているだけだったこと」や、「ONEでは1年に1度程度のペースでしか試合が組まれず（約3年半で4試合）、オファー自体も先行き不透明なオファーばかりだったが、RIZINは試合数が多く、海外団体と違い年間大会日程が事前に大体決まっているので、契約選手達が皆コンスタントに試合ができている点」が魅力的であること。さらに、2019年に開催されたRIZIN FIGHTING WORLD GRAND-PRIX 2019のベスト4選手（ムサエフ、ケース、グスタボ、ピットブル）を見て、「日本に居ながらこのレベルの選手達とやれるのか。ヤバいな、ここで戦いたい！」と当時から思っていたことを挙げている。
2022年7月31日、RIZIN初出場となったRIZIN.37にてZSTフェザー級王者の関鉄矢と対戦し、3-0の判定勝ちを収めた。当初は佐々木憂流迦との対戦であったが、佐々木の新型コロナウイルスへの感染により、関との68kg契約での対戦となった。
2022年10月23日、RIZIN.39でGLADIATORフェザー級王者の原口央と対戦し、1Rに肘打ちでダウンを奪い、パウンドやサッカーボールキックで追撃してTKO勝ちを収めた。当初はヴガール・ケラモフとの対戦であったが、ケラモフの負傷欠場で原口との対戦となった。
2022年12月31日、RIZIN.40で鈴木千裕と対戦し、序盤は打撃で優勢に試合を進めるも、1R終盤に左右の連打を浴びてキャリア初のKO負けを喫した。
2023年9月24日、RIZIN.44で白川陸斗と対戦。2Rにダウンを奪われるも組で圧倒し3R判定勝ちを収めた。
2024年4月29日、RIZIN.46でSBC・OFCフェザー級2冠王者のビクター・コレスニックと対戦。打撃で善戦するも競り負け、0-3の判定負けを喫した。
2025年5月31日、RIZIN WORLD SERIES in KOREAでAFC2階級制覇王者のソン・ヨンジェと対戦。優勢に試合を進めていたが徐々に失速し、3Rにバックハンドブローを受けて効かされると、右ストレートで逆転KO負けを喫した。

## 戦績

### プロ総合格闘技
| 総合格闘技 戦績 | 総合格闘技 戦績 | 総合格闘技 戦績 | 総合格闘技 戦績 | 総合格闘技 戦績 | 総合格闘技 戦績 | 総合格闘技 戦績 |
| --------------- | --------------- | --------------- | --------------- | --------------- | --------------- | --------------- |
| 26 試合         | (T)KO           | 一本            | 判定            | その他          | 引き分け        | 無効試合        |
| 18 勝           | 8               | 1               | 8               | 1               | 0               | 0               |
| 8 敗            | 2               | 1               | 5               | 0               | 0               | 0               |

| 勝敗 | 対戦相手                     | 試合結果                             | 大会名                                         | 開催年月日     |
| ×    | ソン・ヨンジェ               | 3R 1:29 KO（右ストレート）           | RIZIN WORLD SERIES in KOREA                    | 2025年5月31日  |
| ×    | ビクター・コレスニック       | 5分3R終了 判定0-3                    | RIZIN.46                                       | 2024年4月29日  |
| ○    | 白川陸斗                     | 5分3R終了 判定3-0                    | RIZIN.44                                       | 2023年9月24日  |
| ×    | 鈴木千裕                     | 1R 4:44 KO（右ストレート）           | RIZIN.40                                       | 2022年12月31日 |
| ○    | 原口央                       | 1R 2:37 TKO（サッカーボールキック）  | RIZIN.39                                       | 2022年10月23日 |
| ○    | 関鉄矢                       | 5分3R終了 判定3-0                    | RIZIN.37                                       | 2022年7月31日  |
| ○    | シネチャツガ・ゼルトセトセグ | 2R 4:56 反則（サッカーボールキック） | ONE Championship: One on TNT 2                 | 2021年4月7日   |
| ○    | ルスラン・エミベック         | 1R 1:30 TKO（右フック→パウンド）     | ONE Championship: Fists of Fury 2              | 2021年2月26日  |
| ×    | ゲイリー・トノン             | 1R 0:55 ヒールホールド               | ONE Championship: Enter the Dragon             | 2019年5月17日  |
| ○    | エミリオ・ウルティア         | 3R 2:50 TKO（左ストレート→パウンド） | ONE Championship: Clash of Legends             | 2019年2月16日  |
| ○    | 中村晃司                     | 1R 0:51 TKO(パウンド)                | PANCRASE 302                                   | 2018年12月9日  |
| ○    | 田中半蔵                     | 5分3R終了 判定3-0                    | PANCRASE 290                                   | 2017年10月8日  |
| ○    | 田村彰敏                     | 3R 1:38 TKO(右フック)                | PANCRASE 284                                   | 2017年2月5日   |
| ○    | 横山恭典                     | 5分3R終了 判定2-1                    | PANCRASE 280                                   | 2016年9月11日  |
| ○    | 稲葉聡                       | 5分3R終了 判定3-0                    | PANCRASE 277                                   | 2016年4月24日  |
| ○    | 川那子祐輔                   | 1R 1:15 TKO(右フック→パウンド)       | PANCRASE 275                                   | 2016年1月31日  |
| ○    | 杉山和史                     | 5分3R終了 判定3-0                    | PANCRASE 271                                   | 2015年11月1日  |
| ×    | 横山恭典                     | 5分3R終了 判定1-2                    | PANCRASE 269                                   | 2015年9月11日  |
| ○    | 渡辺謙明                     | 3分3R終了 判定3-0                    | PANCRASE 265                                   | 2015年3月15日  |
| ×    | ユータ&ロック                | 3分3R終了 判定1-2                    | PANCRASE 264                                   | 2015年2月1日   |
| ○    | 高森直也                     | 1R 4:31 TKO(パウンド)                | GLADIATOR 73                                   | 2014年7月27日  |
| ○    | 阿仁鬼                       | 1R KO                                | GLADIATOR 70 【GLADIATORフェザー級王座決定戦】 | 2014年4月20日  |
| ×    | ジュマビエク・トゥアスン     | 5分2R終了 判定0-3                    | Fighting China                                 | 2013年11月16日 |
| ×    | イ・グァンヒ                 | 5分2R終了 判定1-2                    | マッハ祭り!                                    | 2013年9月29日  |
| ○    | 岸野紘樹                     | 5分2R終了 判定3-0                    | GRACHAN 10                                     | 2013年7月15日  |
| ○    | 上迫博仁                     | 1R 2:52 フロントチョーク             | GRACHAN 7                                      | 2012年11月24日 |

### 試合映像
1. ↑  『【試合映像】中原由貴 vs. 原口央 - 2022/10/23 [RIZIN.39]』RIZIN公式YouTubeチャンネル、2022年。
2. ↑  『【試合映像】Full Fight | 中原由貴 vs. 鈴木千裕 / Yoshiki Nakahara vs. Chihiro Suzuki - RIZIN.40』RIZIN公式YouTubeチャンネル、2022年。
3. ↑  『【会場リングサイド目線で見る『鈴木千裕 vs. 中原由貴』公式試合映像】【Special Ring Side】湘南美容クリニック presents RIZIN.40』RIZIN公式YouTubeチャンネル、2022年。
4. ↑  『【試合映像】中原由貴 vs. 白川陸斗 / Yoshiki Nakahara vs. Rikuto Shirakawa - RIZIN.44』RIZIN公式YouTubeチャンネル、2023年。

### 補足映像
1. ↑  『【番組】RIZIN CONFESSIONS #116（※試合映像＆中原由貴と鈴木千裕による試合振り返りドキュメンタリー番組）』RIZIN公式YouTubeチャンネル、2022年。
2. ↑  『【番組】RIZIN CONFESSIONS #133（※番組内で試合映像。白川陸斗と中原由貴による試合振り返りドキュメンタリー番組）』RIZIN公式YouTubeチャンネル、2023年。
3. ↑  『【番組】RIZIN CONFESSIONS #150（※番組内で試合映像＆中原由貴とビクター・コレスニックによる試合振り返りドキュメンタリー番組）』RIZIN公式YouTubeチャンネル、2024年。